# Reroute To Remain
Reroute to Remain je leta 2002 izdani album metalne skupine In Flames in je njihov 7. studijski album.

## Vrstni red skladb
1. Reroute To Remain
2. System
3. Drifter
4. Trigger
5. Cloud Connected
6. Transparent
7. Dawn Of A New Day
8. Egonomic
9. Minus
10. Dismiss The Cynic
11. Free Fall
12. Dark Signs
13. Metaphor
14. Black & White